# CloudLinux OS
 (août 2018).
Si vous disposez d'ouvrages ou d'articles de référence ou si vous connaissez des sites web de qualité traitant du thème abordé ici, merci de compléter l'article en donnant les références utiles à sa vérifiabilité et en les liant à la section « Notes et références ».
CloudLinux OS est une distribution Linux commerciale destinée au secteur de l'hébergement mutualisé. Elle est développée par CloudLinux, Inc. et est basée sur la système d'exploitation CentOS. Elle utilise le noyau OpenVZ et le gestionnaire de paquet rpm.
La première version de CloudLinux a été publiée en janvier 2010. Le système d'exploitation a introduit la compatibilité avec la version 6 de Red Hat Enterprise Linux en février 2011, et avec la version 7 en avril 2015.

## Aperçu
CloudLinux OS fournit un noyau modifié basé sur le noyau OpenVZ, et y ajoute un ensemble de fonctionnalités. La principale caractéristique est Lightweight Virtual Environment (LVE) – un environnement isolé, pour des ressources (CPU et mémoire) contenues. Le passage à CloudLinux est effectué par un script cldeploy qui installe son noyau, modifie les dépôts yum, et installe les packages de base pour permettre le fonctionnement de LVE. Après installation, le serveur doit être redémarré afin de charger le noyau nouvellement installé. CloudLinux ne modifie pas les paquets existants, il est donc possible de démarrer sur une version précédente du noyau.
À la suite du changement d'orientation de CentOS, CloudLinux, Inc. finance et produit AlmaLinux un clone de Red Hat Enterprise Linux (RHEL).

## Compatibilité
Le système d'exploitation peut être installé sur de nouveaux serveurs Linux, ou convertir les serveurs CentOS/RHEL déjà existants à l'aide d'un seul script, sans aucune configuration utilisateur ni modification des données. CloudLinux OS Shared est complètement compatible avec les panneaux de contrôle cPanel, DirectAdmin et Plesk, ainsi qu'avec la plupart des logiciels habituellement utilisés avec CentOS et RHEL.
Pour tous les autres panneaux de contrôle, un mécanisme unique est mis en œuvre qui permet d'intégrer CloudLinux OS Shared dans n'importe quel panneau de contrôle.